# 14077 Volfango
14077 Volfango là một tiểu hành tinh vành đai chính với chu kỳ quỹ đạo là 1998.9413385 ngày (5.47 năm).
Nó được phát hiện ngày 9 tháng 8 năm 1996.